# هتر برتون
هتر برتون (انگلیسی: Heather Bratton؛ ۲۵ ژوئن ۱۹۸۷ – ۲۲ ژوئیهٔ ۲۰۰۶) یک مانکن (فرد) اهل ایالات متحده آمریکا بود.